# Osmoy-Saint-Valery
Osmoy-Saint-Valery è un comune francese di 331 abitanti situato nel dipartimento della Senna Marittima nella regione della Normandia.

## Società

### Evoluzione demografica
Abitanti censiti